# Barrio Nuevo (La Laguna)

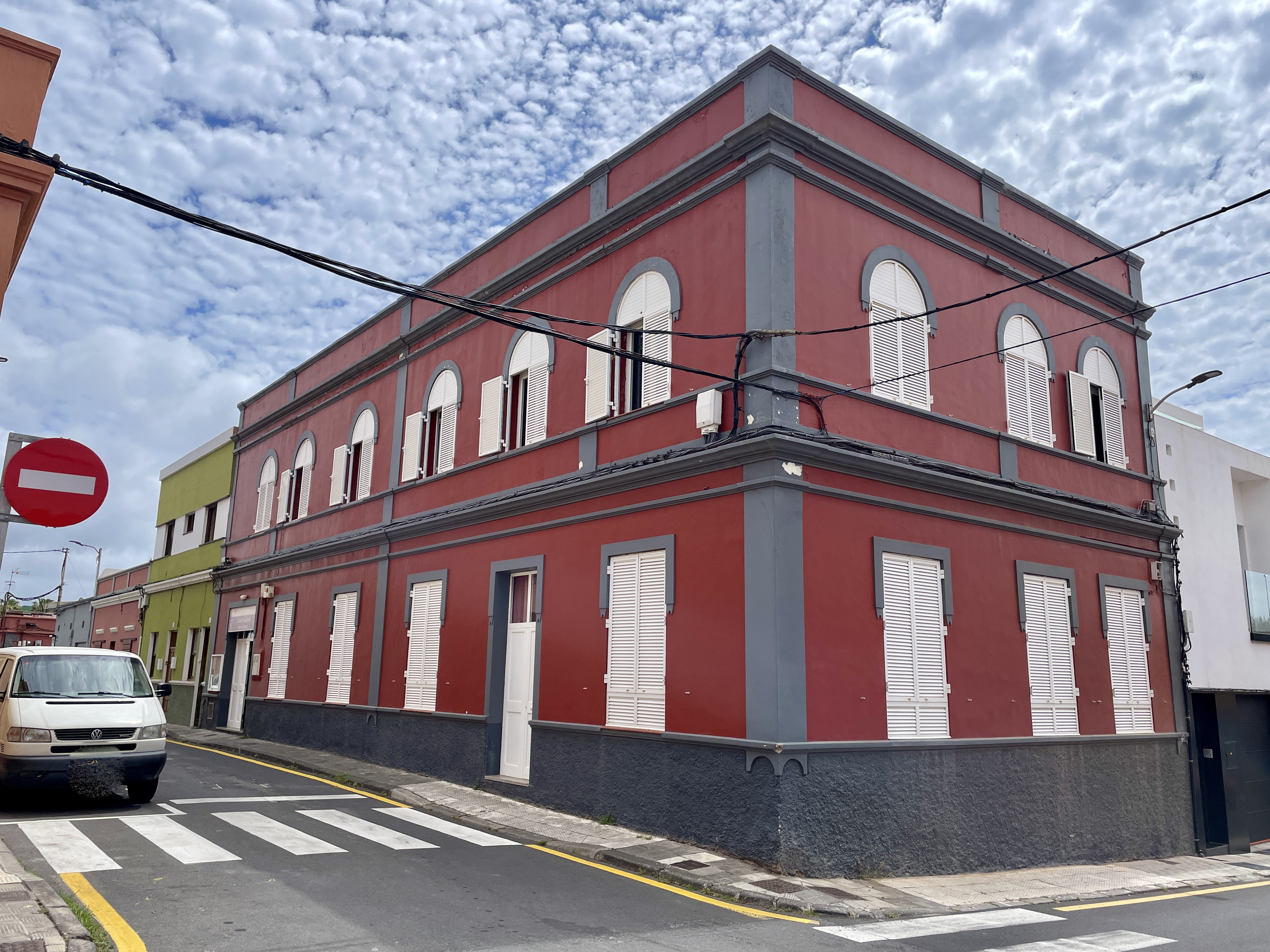
Asociación de Vecinos de Barrio Nuevo, La Laguna.

Barrio Nuevo, Barrio del Rosario o Barrio Viña Nava, es un núcleo poblacional del municipio de San Cristóbal de La Laguna. El conjunto urbano se encuentra ubicado al sureste del casco antiguo de La Laguna, Patrimonio de la Humanidad. Al noroeste limita con el Barrio del Timple, al noreste con el barranco de Gonzaliánez y Barrio de La Verdellada, al suroeste la Universidad de La Laguna, al sur con la avenida de los Menceyes y al este con la Ermita de Nuestra Señora de Gracia. 

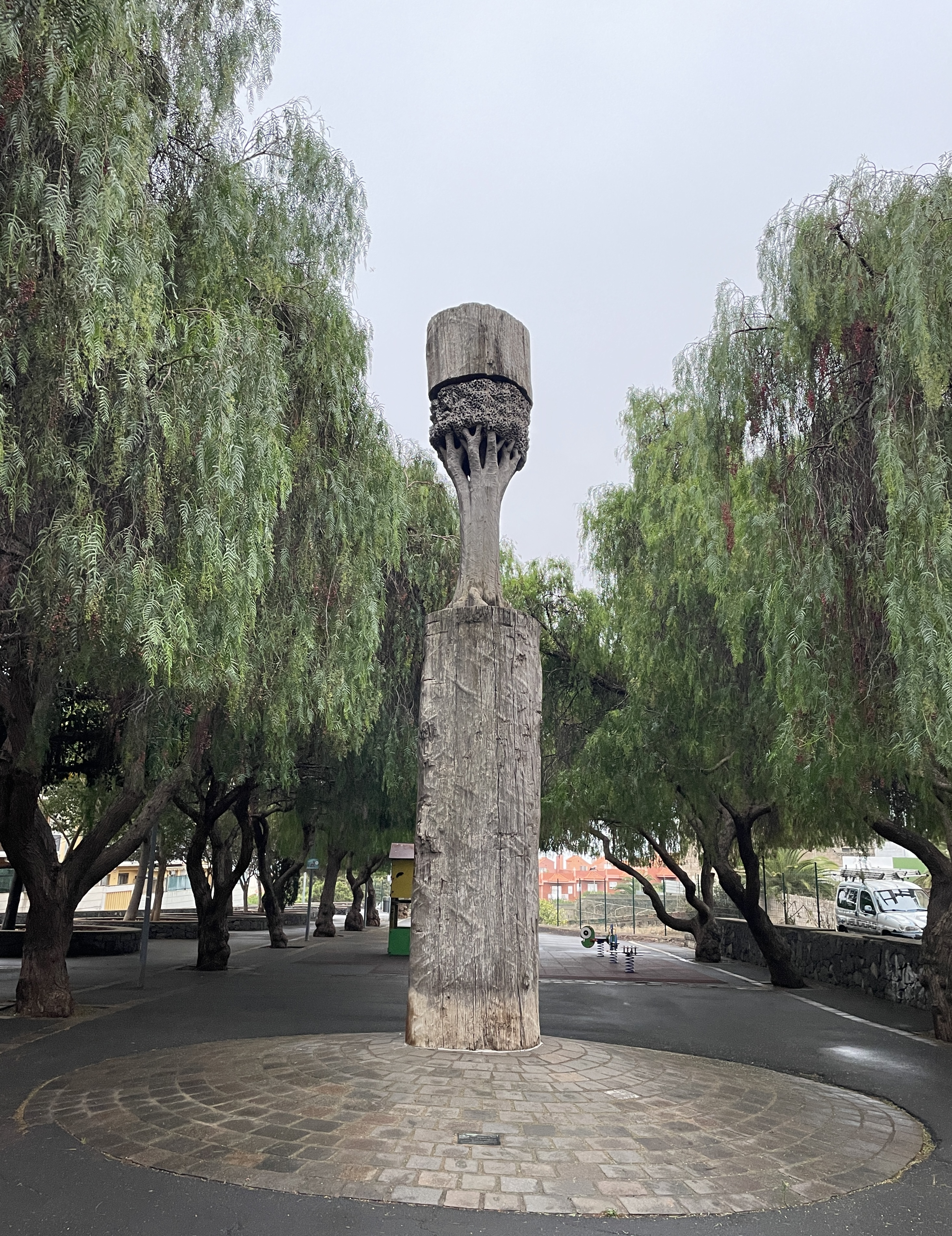
Parque el Drago

El barrio tiene su origen a principios del siglo XX como principal núcleo de expansión urbanístico de la ciudad de La Laguna. Se caracteriza por sus casas terreras con jardines, patios y huertas siguiendo el esquema de la arquitectura tradicional. La calle Obispo Pérez Cáceres conserva gran parte de las primeras edificaciones terreras de principios del siglo XX que conformaron el origen al barrio. Las construcciones más antiguas son los molinos de agua del siglo XVI, ubicados en el barranco Gonzalianez. Destacar también la casa del siglo XVIII donde residió el escritor, poeta y médico Carlos Pinto Grote.

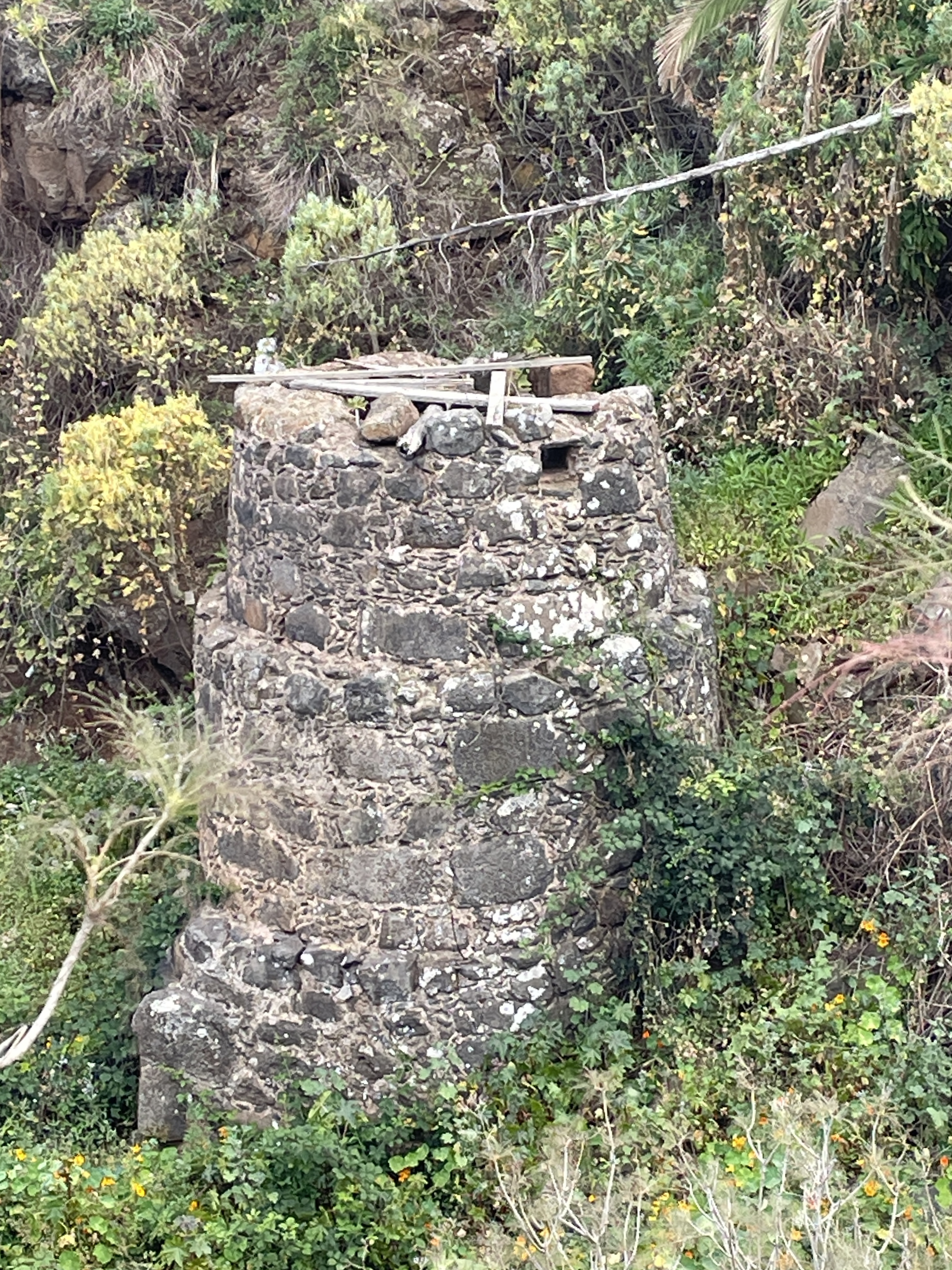
Molino de agua, s.XVI. La Laguna

El trazado urbanístico presenta similitudes con el planteamiento urbanístico del siglo XVI del próximo casco antiguo de La Laguna. 
La Cruz de Piedra es otro elemento arquitectónico de interés ubicado en la avenida de los Menceyes. Construida en 1560 para conmemorar la victoria de las tropas castellanas sobre la población local. 

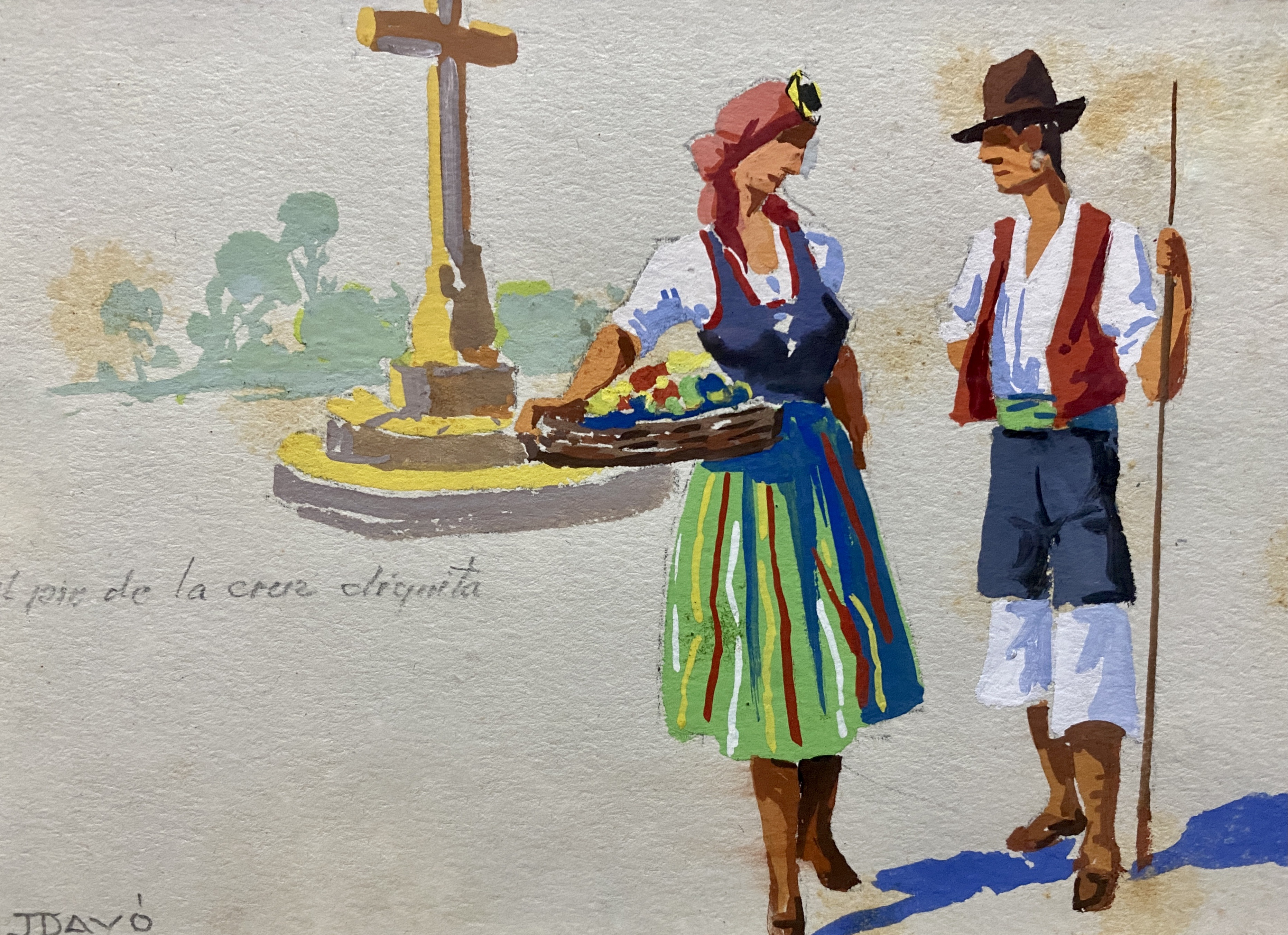
Cruz de Piedra. "Al pie de la cruz chiquita" Juan Davó Rodríguez (1897-1967)

En el barranco Gonzalianez se localizan los lavaderos antiguos, hoy en estado de abandono.
En las calles principales, la calle Obispo Pérez Cáceres, la calle el Puente y la calle El Drago, entre otras, se desarrolla una actividad comercial variada. Dispone de aparcamientos gratuitos, como el parking Barrio Nuevo-Viña Nava. El tranvía, que circula por la avenida de los Menceyes, presenta dos paradas “Museo de la Ciencia” y “Cruz de Piedra”. 
Cuenta con el terreno municipal de lucha “Angelito El Zapatero”, en el que se desarrolla la lucha canaria. La lucha cuenta con gran tradición en el barrio, ya desde los años 60 el deporte se practicaba en el antiguo campo de lucha Viña Nava. 
En el centro del barrio se ubica la Iglesia de Nuestra Señora del Rosario de Fátima, un inmueble inaugurado en 2006 y construido para reemplazar el edificio anterior de mediados del siglo XX. 

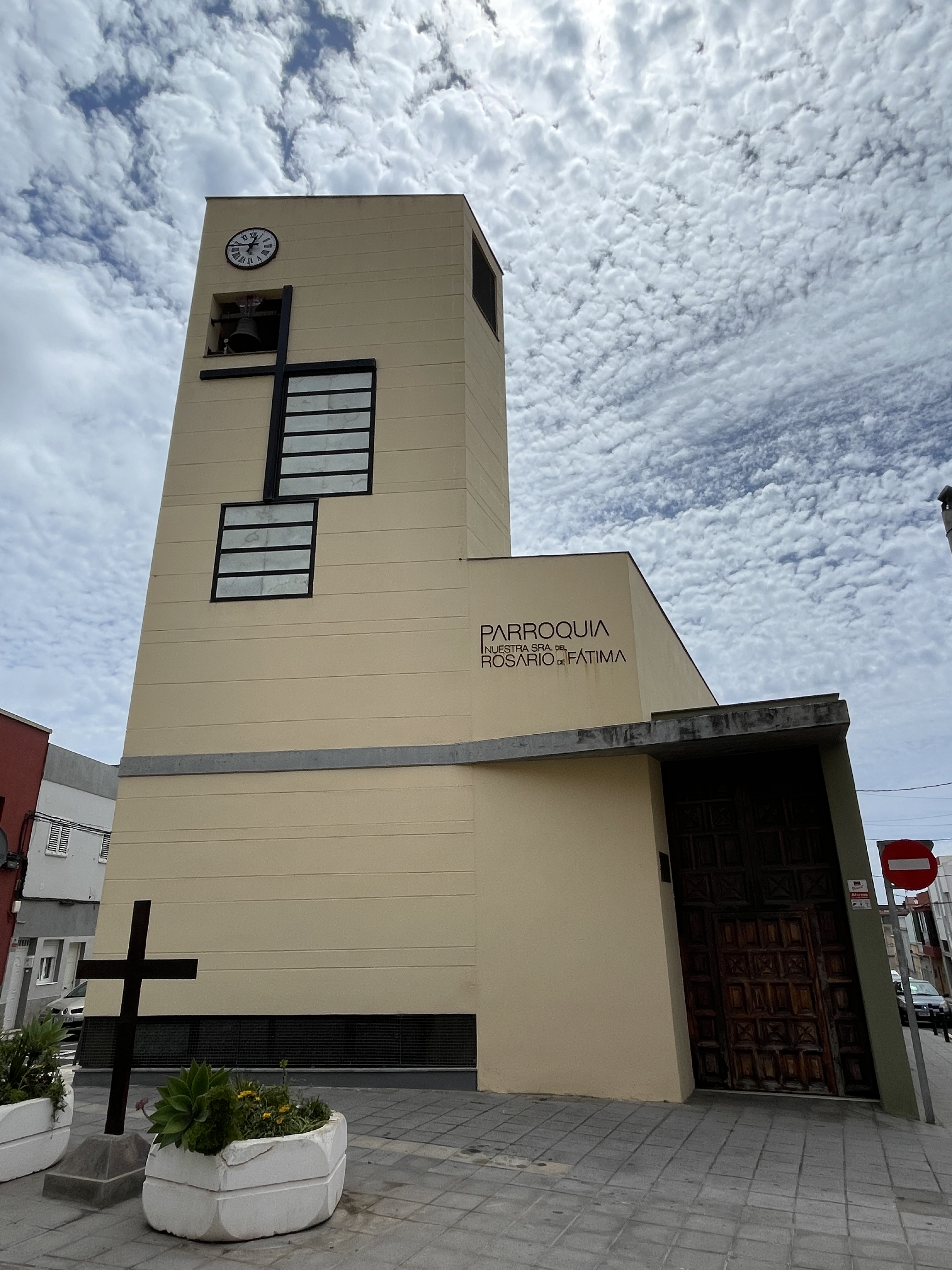
Parroquia de Nuestra Señora del Rosario de Fátima

En octubre se celebra, con actos religiosos, populares y culturales, la festividad en honor a La Virgen de Fátima. En la plaza Domingo Cruz Cabrera tienen lugar los actos populares, con conciertos y verbenas. La fiesta concluye el domingo, con la procesión de la imagen por las principales calles y, con la exhibición pirotécnica. 
La plaza Domingo Cruz Cabrera fue el primer espacio verde del barrio, reformada en 2022. Sobresale el laurel de indias, Ficus microcarpa, centenario, uno de los más antiguos y de mayor porte del municipio. El parque del Drago es otro espacio verde, próximo al museo de la Ciencia y el Cosmos.  

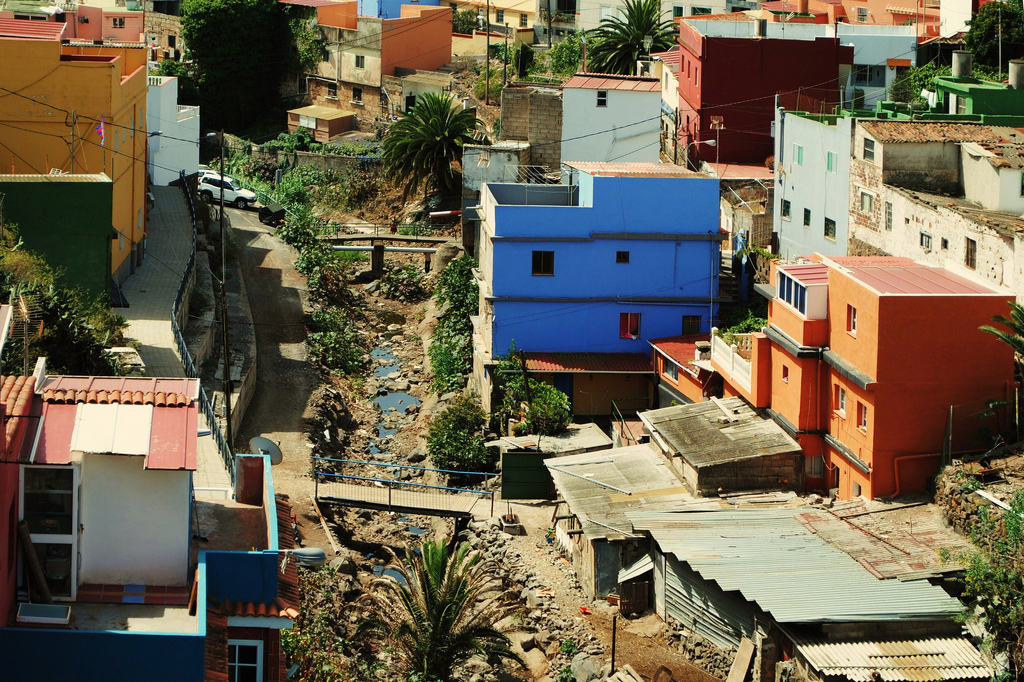
Panorámica del Barranco Gonzalianez.